# Krzysztof Knoppek
Krzysztof Knoppek – polski prawnik, profesor nauk prawnych, specjalista w zakresie postępowania cywilnego, emerytowany profesor Uniwersytetu im. Adama Mickiewicza w Poznaniu.

## Życiorys
Stopień doktora nauk prawnych uzyskał na podstawie pracy pt. Podmiotowe ograniczenia dowodu z zeznań świadków w procesie cywilnym. Stopień doktora habilitowanego nauk prawnych uzyskał w 1994 roku na podstawie oceny dorobku naukowego i rozprawy pt. Dokument w procesie cywilnym. Tytuł naukowy profesora w dziedzinie nauk prawnych otrzymał w 2021 roku.  
Był stypendystą Deutscher Akademischer Austauschdienst (1990), odbył również staż naukowy na Uniwersytecie Eberharda i Karola w Tybindze (1990-1991). W latach 2012-2020 kierował Zakładem Postępowania Cywilnego na Wydziale Prawa i Administracji UAM. W latach 2003-2013 pracował także na Uczelni Łazarskiego w Warszawie. 
Na Uniwersytecie im. Adam Mickiewicza w Poznaniu oraz na Uczelni Łazarskiego w Warszawie wypromował łącznie 10 doktorów nauk prawnych.  
W latach 1995–2006 praktykował jako adwokat, zaś we wcześniejszych latach jako radca prawny. W pracy badawczej szczególną uwagę przywiązywał do problematyki środków dowodowych, zastępstwa procesowego stron oraz środków zaskarżenia. Przez wiele lat był opiekunem Studenckiej Uniwersyteckiej Poradni Prawnej UAM.

## Wybrane publikacje
Jest autorem około 100 publikacji naukowych z zakresu prawa cywilnego procesowego, ustroju organów ochrony prawnej oraz prawa cywilnego materialnego. W tym m.in.:
- Prawo odmowy zeznań i odpowiedzi w procesie cywilnym, wyd. 1984
- Podmiotowe ograniczenia dowodu z zeznań świadków w procesie cywilnym, wyd. 1985
- Dokument w procesie cywilnym, wyd. 1993, ISBN 83-85626-36-0
- Postępowanie cywilne w pytaniach i odpowiedziach, wyd. 2008 (i następne), ISBN 978-83-7334-939-1
- Wybrane problemy prawa materialnego i procesowego. Teoria i praktyka. T. 1 (współredaktor wraz z J. Muchą), wyd. 2013, ISBN 978-83-934497-3-6
- System Prawa Procesowego Cywilnego. Postępowanie procesowe przed sądem pierwszej instancji (współautor), wyd. 2016, ISBN 978-83-264-9528-1
- ponadto glosy do orzeczeń sądów i artykuły publikowane w czasopismach prawniczych, m.in. w "Palestrze", "Państwie i Prawie", "Ruchu Prawniczym, Ekonomicznym i Socjologicznym" oraz "Wojskowym Przeglądzie Prawniczym"[1]